# 山陰水森氏鰍
山陰水森氏鰍為輻鰭魚綱鯉形目鰍科的其中一種，為熱帶淡水魚，分布於亞洲日本本州山陰地區淡水流域，體長可達7.3公分，棲息在底層水域，生活習性不明。

## 扩展阅读
維基物種上的相關：山陰水森氏鰍